# Râul Șopârleni
Râul Șopârleni este un curs de apă, afluent al râului Pruteț. 